# Équipe du Kenya de rugby à sept
Cet article traite de l'équipe masculine. Pour l'équipe féminine, voir Équipe du Kenya féminine de rugby à sept.
L'équipe du Kenya de rugby à sept est l'équipe qui représente le Kenya dans les principales compétitions internationales de rugby à sept au sein des World Rugby Sevens Series, de la Coupe du monde de rugby à sept et des Jeux du Commonwealth.

## Histoire

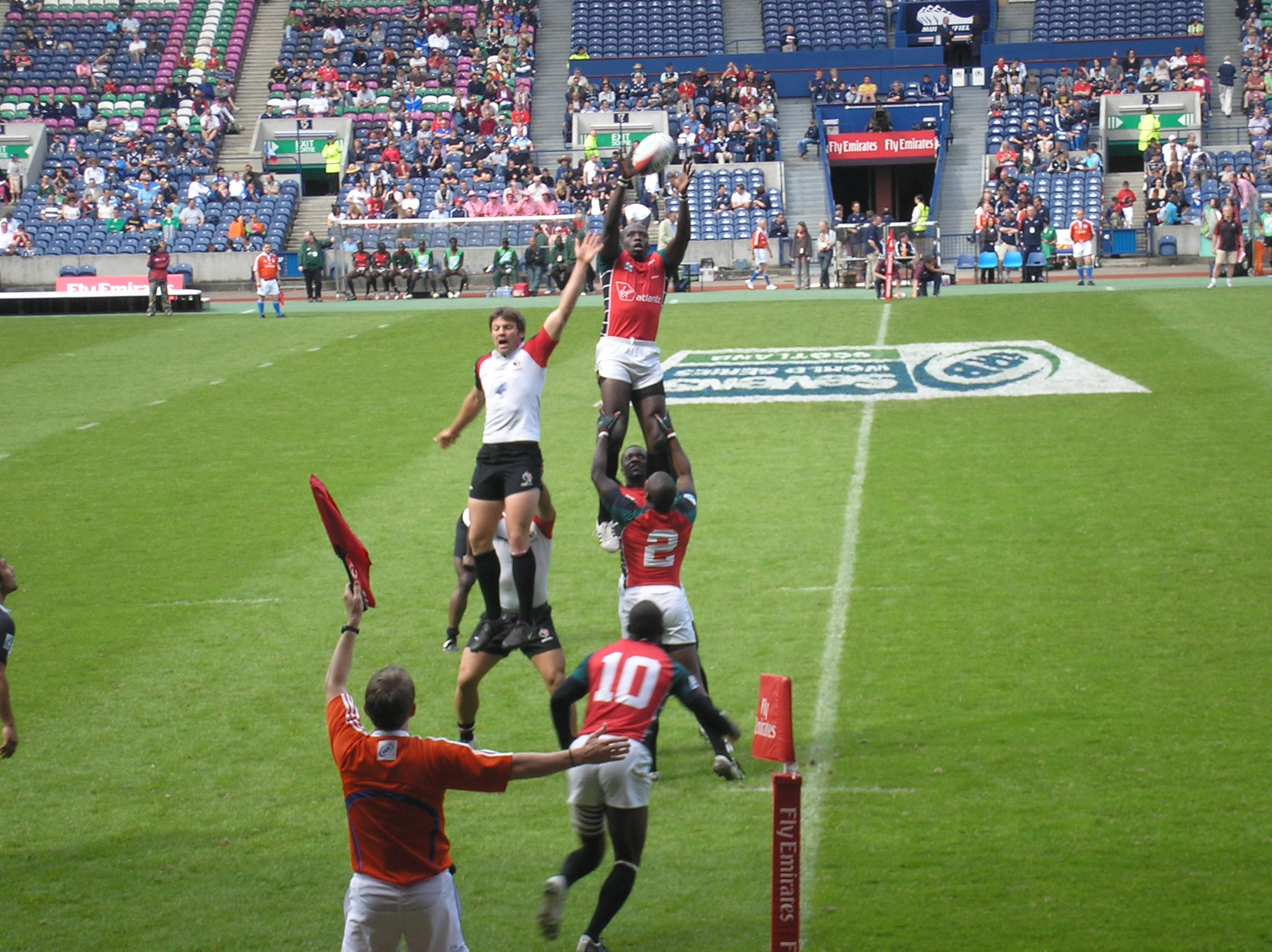
Une touche lors du tournoi des Edinburgh Sevens de 2008.

## Palmarès
Coupe du monde
- 2009 (Émirats arabes unis) : Demi-finale
- 2013 (Russie) : Demi-finale

World Rugby Sevens Series (1)
- Vainqueur de l'étape de Singapour en 2016

Championnat d'Afrique (6)
- Vainqueur : 2004, 2008, 2013, 2015, 2019 et 2023
- Finaliste : 2000, 2014 et 2018
- Troisième : 2016 et 2022

## Joueurs

### Joueurs actuels
Équipe qui s'est qualifié pour les Jeux olympiques 2016
Entraineur : Benjamin Ayimba
- Andrew Amonde
- Collins Injera
- Willy Ambaka
- Biko Adema
- Augustine Lugonzo
- Eden Agero
- Billy Odhiambo
- Oscar Ayodi
- Frank Wanyama
- Leonard Mugaisi
- Jeffrey Oluoch
- Dennis Ombachi
- Humphrey Khayange

### Joueurs emblématiques
- Collins Injera
- Lucas Onyango

## Palmarès
Coupe du monde
- 2009 (Émirats arabes unis) : Demi-finale
- 2013 (Russie) : Demi-finale

World Rugby Sevens Series (1)
- Vainqueur de l'étape de Singapour en 2016